# Alternator Alexandersona

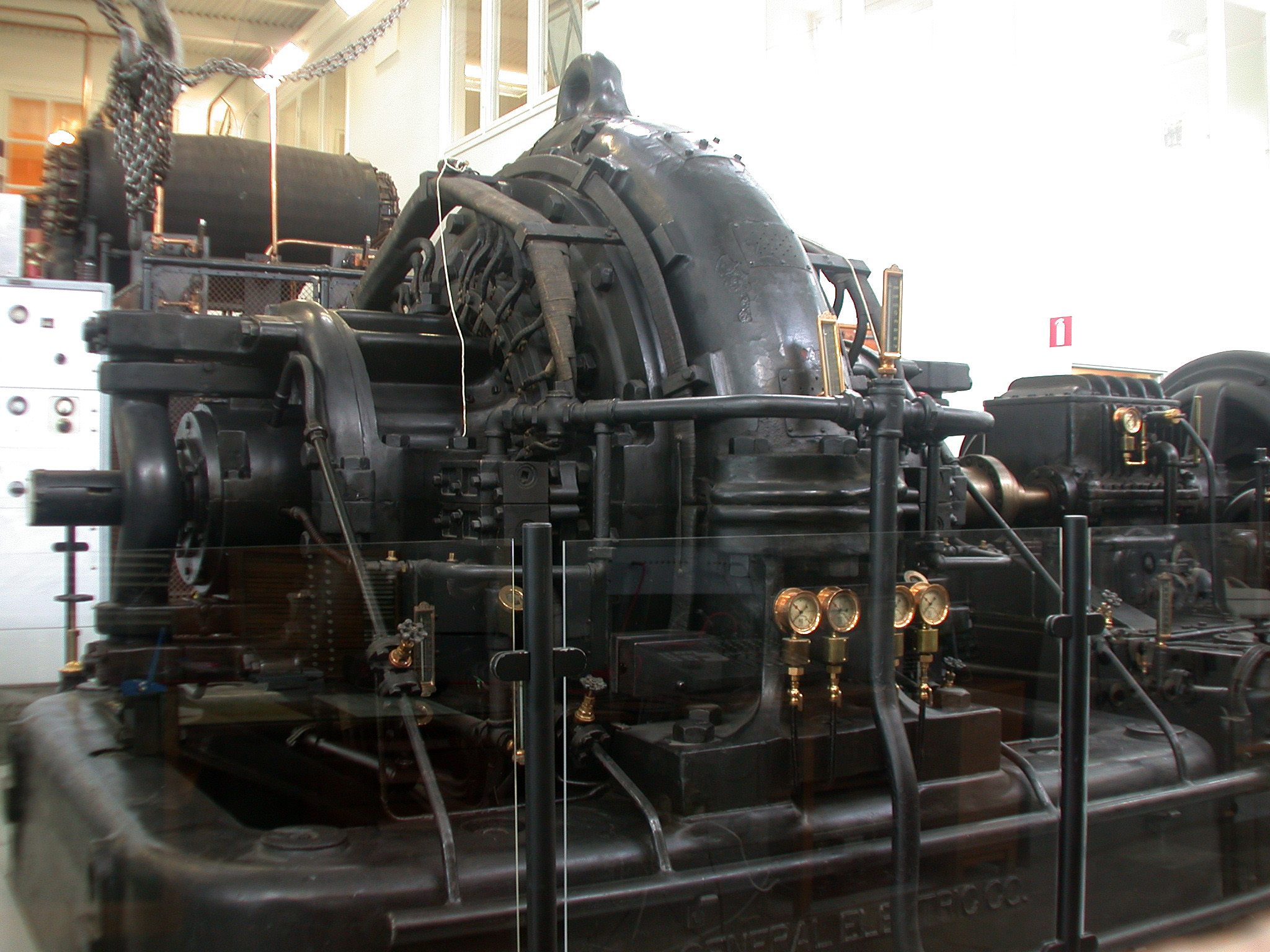
Alternator Alexandersona w Grimeton

Alternator Alexanderssona (prądnica Alexandersona, generator Alexandersona) – wynaleziony przez Ernsta Alexandersona alternator wielkiej częstotliwości dużej mocy będący zasadniczym elementem nadajników radiowych dużej mocy w początkowym okresie rozwoju techniki radiowej.
Pierwszy alternator tego typu skonstruował Alexanderson na zamówienie Fessendena w 1904. Za jego pomocą Fessenden dokonał swoich pierwszych transmisji głosu i muzyki w 1906. Budowano takie alternatory na częstotliwości do 200 kHz (fale długie) i moce do kilkuset kW. Zostały wyparte w latach 20. XX wieku przez lampy elektronowe.
Jedyną zachowaną i działającą do dziś radiostacją z alternatorem Alexandersona jest Radiostacja Varberg w Grimeton wpisana na listę światowego dziedzictwa UNESCO. Jest uruchamiana parę razy do roku i nadaje okolicznościowe teksty kodem Morse’a na częstotliwości 17,2 kHz. Jej bliźniaczą stacją była Transatlantycka Centrala Radiotelegraficzna w Babicach, zniszczona przez Niemców w 1945.